# 18662 Erinwhite
18662 Erinwhite è un asteroide della fascia principale. Scoperto nel 1998, presenta un'orbita caratterizzata da un semiasse maggiore pari a 2,8360313 UA e da un'eccentricità di 0,0251147, inclinata di 1,26585° rispetto all'eclittica.